# Exacerbación de asma
La exacerbación de asma es un empeoramiento repentino de los síntomas del asma. Esto puede incluir dificultad respiratoria (disnea), sibilancia, opresión torácica, respiración rápida o bajo nivel de oxígeno en la sangre (hipoxemia). Los síntomas graves pueden incluir confusión o ruidos no respiratorios.
Por lo general, las exacerbaciones occuren cuando la gente ya tiene asma; aunque, ocasionalmente se manifiestan primeros signos. Entre los desencadenantes más comunes se incluyen infecciones virales respiratorias, exposición a alérgenos o dosis insuficiente de corticosteroides inhalados (CSI). El diagnóstico se basa en los síntomas y se apoya en el volumen espiratorio forzado (VEF). No suele ser necesaria la radiografía de tórax.
El tratamiento inicial suele consistir en oxigenoterapia y broncodilatador agonista β2 adrenérgico selectivo de acción corta (salbutamol). Para las exacerbaciones de leves a moderadas, la administración de medicamientos como inhalador dosificador, inhalador de polvo seco (salmeterol) y nebulizador es equivalente. La inhalación oral de ipratropio y esteroides por vía oral también se utilizan muy frecuentemente. También se recomienda la utilización de los corticosteroides inhalados (CSI) durante al menos 2 o 4 semanas.
Si los medicamentos anteriores no son eficaces, pueden utilizarse sulfato de magnesio, epinefrina que se aplican dentro de un músculo o la ventilación con presión positiva no invasiva (VPPNI). Si todo lo demás falla, puede realizarse la técnica de intubación. Un plan de acción contra el asma favorece la imitación de tratamiento por parte de la misma persona.